# Doug McKeon
Doug McKeon (Pompton Plains, 10 giugno 1966) è un attore, regista e sceneggiatore statunitense famoso per aver recitato nella serie televisiva Ai confini della notte e nei film Uncle Joe Shannon, Sul lago dorato, Fuga nella notte e Mischief..

## Biografia
Doug McKeon è nato il 10 giugno 1966 a Pompton Plains, New Jersey. Cresciuto a Oakland, nel New Jersey, ha frequentato la Indian Hills High School.
Ha esordito come attore nel 1975 recitando nella serie televisiva Ai confini della notte. Nel 1978 ha recitato nel suo primo film cinematografico, Uncle Joe Shannon. Nel 1981 ha recitato nel film Sul lago dorato accanto a Katharine Hepburn, Henry Fonda e Jane Fonda. Altri film interpretati da McKeon sono Fuga nella notte (1982), Mischief (1985), Scacco all'organizzazione (1996), Missione ad alto rischio (2001) e I Spit on Your Grave 3: Vengeance Is Mine (2015).
Ha recitato anche in diverse serie televisive come La signora in giallo, I quattro della scuola di polizia, Alien Nation, Dragnet, Dr. House - Medical Division, Weeds e Shameless.

## Filmografia

### Attore

#### Cinema
- Uncle Joe Shannon, regia di Joseph C. Hanwright (1978)
- Sul lago dorato (On Golden Pond), regia di Mark Rydell (1981)
- Fuga nella notte (Night Crossing), regia di Delbert Mann (1982)
- Mischief, regia di Mel Damski (1985)
- Terrore al luna park (The New Kids), regia di Sean S. Cunningham (1985)
- Turnaround, regia di Ola Solum (1987)
- Accademia... di guerra (All's Fair), regia di Rocky Lang (1989)
- Piccoli rumori (Little Noises), regia di Jane Spencer (1992)
- Where the Red Fern Grows: Part Two, regia di Jim McCullough (1992) uscito in home video
- Scacco all'organizzazione (Kounterfeit), regia di John Mallory Asher (1996) uscito in home video
- The Empty Mirror, regia di Barry J. Hershey (1996)
- Courting Courtney, regia di Paul Tarantino (1997)
- Sub Down, regia di Alan Smithee (1997) uscito in home video
- Keys to Tulsa, regia di Leslie Greif (1997)
- Missione ad alto rischio (Critical Mass), regia di Ed Raymond (2001)
- Whistlin' Dixie, regia di Morgan Schechter – cortometraggio (2004)
- Come Away Home, regia di Doug McKeon (2005)
- I Spit on Your Grave 3: Vengeance Is Mine, regia di R.D. Braunstein (2015)
- LBJ, regia di Rob Reiner (2016)

#### Televisione
- Ai confini della notte (The Edge of Night) – serie TV, 3 episodi (1975-1976)
- Dimmi come mi chiamo (Tell Me My Name), regia di Delbert Mann – film TV (1977)
- The Little Rascals – film TV (1977)
- Una breve stagione di Peter (Daddy, I Don't Like It Like This), regia di Adell Aldrich – film TV (1978)
- Colorado (Centennial), regia di Virgil W. Vogel, Paul Krasny, Harry Falk e Bernard McEveety – miniserie TV (1979)
- Padre e figlio, investigatori speciali (Big Shamus, Little Shamus) – serie TV, 3 episodi (1979)
- The Comeback Kid, regia di Peter Levin – film TV (1980)
- An Innocent Love, regia di Roger Young – film TV (1982)
- Desperate Lives, regia di Robert Lewis – film TV (1982)
- Cuore di campione (Heart of a Champion: The Ray Mancini Story), regia di Richard Michaels – film TV (1985)
- La signora in giallo (Murder, She Wrote) - serie TV, episodio 2x20 (1986)
- At Mother's Request, regia di Michael Tuchner – miniserie TV (1987)
- Breaking Home Ties, regia di John Wilder – film TV (1987)
- I quattro della scuola di polizia (21 Jump Street) – serie TV, 1 episodio (1988)
- Alien Nation – serie TV, 1 episodio (1989)
- Monsters – serie TV, 1 episodio (1990)
- I dannati di Meadowbrook (Without Consent), regia di Robert Iscove – film TV (1994)
- Dalla Terra alla Luna (From the Earth to the Moon) – miniserie TV, 1 episodio (1998)
- Progetto Mercury (Rocket's Red Glare), regia di Chris Bremble – film TV (2000)
- Dragnet – serie TV, 1 episodio (2004)
- Life – serie TV, 1 episodio (2007)
- Dr. House - Medical Division (House, M.D.) – serie TV, 1 episodio (2009)
- Weeds – serie TV, 1 episodio (2012)
- Ray Donovan – serie TV, 1 episodio (2013)
- Masters of Sex – serie TV, 1 episodio (2013)
- Animal Kingdom – serie TV, 1 episodio (2019)
- Shameless – serie TV, 1 episodio (2019)

### Regista
- The Boys of Sunset Ridge (2001)
- Come Away Home (2005)

### Sceneggiatore
- The Boys of Sunset Ridge (2001)

## Riconoscimenti
- 1979 – Golden Globe[3]
  - Candidatura Migliore attore debuttante per Uncle Joe Shannon
- 1982 – Young Artist Awards[3]
  - Candidatura Best Young Actor in a Television Special per The Comeback Kid
- 1983 – Young Artist Awards[3]
  - Candidatura Best Young Motion Picture Actor per Fuga nella notte
- 2005 – International Family Film Festival[3]
  - Miglior film drammatico per Come Away Home

## Doppiatori italiani
Nelle versioni in italiano delle opere in cui ha recitato, Doug McKeon è stata doppiata da:
- Alessandro Budroni in Dr. House - Medical Division